# Уговор о пријатељству, добросусједству и сарадњи између Републике Бугарске и Републике Македоније
Уговор о пријатељству, добросусједству и сарадњи између Републике Бугарске и Републике Македоније (буг. Договор за приятелство, добросъседство и сътрудничество между Република България и Република Македония, мкд. Договор за пријателство, добрососедство и соработка меѓу Република Македонија и Република Бугарија) уговор је договорен и потписан између Бугарске и Републике Македоније (сада Сјеверне Македоније).

## Историја
Уговор о пријатељству заснован је на Заједничкој декларацији од 22. фебруара 1999, коју су у Софији потписали предсједник Владе 
Републике Бугарске Иван Костов и предсједник Владе Републике Македоније Љупчо Георгијевски.
Народно собрање Бугарске једногласно је 27. јула 2017. усвојила декларацију којом подржава владу у потписивању уговора.

## Потписивање
Уговор су 1. августа 2017. потписали предсједник Владе Републике Бугарске Бојко Борисов и предсједник Владе Републике Македоније Зоран Заев у Скопљу.
Циљ уговора је трајна и одржива изградња пријатељских и добросусједских односа и доприноси јачању билатералне и мултилатералне сарадње, проширењу саобраћајних веза и комуникација, као и олакшавању контаката између грађана обје земље.
Током заједничког састанка предсједника влада Борисава и Заева 23. новембра 2017, потписано је осам додатних споразума о смањењу цијене роминга, спољној политици, инвестицијама, енергетици везан за нову гасну интерконекцију, одбрани, туризму, инфраструктури и одговору на катастрофе.

## Ратификација
Уговор су ратификовали Народно собрање Републике Бугарске и Собрање Републике Македоније на сљедећи начин:
| гласање у Републици Бугарској  | гласови  | гласови     | потписивање      | ступање на снагу  |
| ------------------------------ | -------- | ----------- | ---------------- | ----------------- |
| 18. јануар 2018.               | за       | 186 гласова | 22. јануар 2018. | 14. фебруар 2018. |
| 18. јануар 2018.               | против   | 0 гласова   | 22. јануар 2018. | 14. фебруар 2018. |
| 18. јануар 2018.               | уздржани | 0 гласова   | 22. јануар 2018. | 14. фебруар 2018. |
| гласање у Републици Македонији | гласови  | гласови     | потписивање      | 14. фебруар 2018. |
| 15. јануар 2018.               | за       | 61 глас     | ???              | 14. фебруар 2018. |
| 15. јануар 2018.               | против   | 0 гласова   | ???              | 14. фебруар 2018. |
| 15. јануар 2018.               | уздржани | 1 глас      | ???              | 14. фебруар 2018. |

Посланици македонске опозиције ВМРО-ДПМНЕ бојкотовали су сједницу Собрања Републике Македоније на којој је изгласана ратификација уговора. Министар спољних послова Републике Бугарске Екатерина Захаријева и министар спољних послова Републике Македоније Никола Димитров потписали су у Софији протокол о размјени ратификационих докумената, чиме је уговор ступио на снагу.

## Меморандуми
Уз потписивање уговора, потписана су и два меморандума:
- Меморандум разумијевања о развоју жељезничких веза између Софије и Скопља између министра саобраћаја, информационих технологија и веза Бугарске Ивајла Московског и министра саобраћаја и веза Републике Македоније Горана Сугареског. Бугарска се обавезала ће завршити жељезничку пругу на правцу Софија — Перник — Радомир — македонска граница до 2027, а Република Македонија да ће изградити жељезничку пругу на правцу Крива Паланка — Деве Баир — бугарска граница до 2025. године.
- Меморандум сарадње у области природног гаса између министара енергетике, при чему се земље обавезују у складу са својим националним енергетским политикама и заједничком енергетском политиком Европске уније и Енергетске заједнице да ће сарађивати на истраживању могућности развоја нових непосредних веза између система обје земље.

## Реакције
Монашко братство Манастира Свети Јован Бигорски 2. августа 2017. најавило је подршку закључењу уговора, наводећи:
Културни идентитет и национална независност, колико год то звучало парадоксално, такође укључују испреплитање са другим идентитетима и независношћу. Примјер за то је историјска симбиоза између македонског и бугарског народа.
Ова урођена блискост манифестује се у многим важним сегментима јавног живота: језику, фолклору, култури, обичајима, личностима…

Успут, не заборавимо да наша два народа имају једну цивилизацијску колијевку, заједничку крстионицу — наиме мисија Свете браће Ћирила и Методија и посебно њихових светих ученика, покрштавање у доба Светог равноапостолског цара Бориса-Михаила и почетак наше заједничке писмености.
Током службе поводом Илинданског устанка 2. августа 2017, монаси су извели Марш македонских револуционара, химну ВМРО-а, коју су југословенске комунистичке власти забраниле послије 1949. године.
У проповједи одржаној истог дана у парохијској цркви у Лазаропољу, бигорски игуман архимандрит Партеније, бранио је закључење Уговора о пријатељству са Бугарском, „нашим најбраскијим сусједом”, дефинишући потписивање уговора као „четврти Илиндан” након Илинданског устанка 1903, успостављања македонске федеративне републике 1944. и проглашења независне македонске државе 1991. године.